# Toppen
Bij het toppen of nijpen wordt het bovenste groeipunt van een scheut of stengel verwijderd. Hierdoor verdwijnt de apicale dominantie en gaan de zijknoppen uitlopen. Het wordt gedaan om een meer vertakte, compacte plant te verkrijgen.
Bij vroege spruitkool wordt zo een gelijkmatiger spruitzetting verkregen. Hierbij wordt de top van de plant op het moment van spruitzetting met een hamer kapot geslagen.